# Dalechampia stenoloba
Dalechampia stenoloba là một loài thực vật có hoa trong họ Đại kích. Loài này được Raghavan & B.G.P.Kulk. mô tả khoa học đầu tiên năm 1980.